# Dragutin Ivković
Dragutin Karlo Ivković (* 27. Oktober 1907 in Pitomača; † 2. Oktober 1951 in Zagreb) war ein jugoslawischer Radrennfahrer.

## Sportliche Laufbahn
Ivković wurde im kroatischen Teil Jugoslawiens geboren und war Mitglied der Nationalmannschaft Jugoslawiens. Er gewann 1931 die nationale Meisterschaft im Straßenrennen vor Josip Jager. 1930 und 1932 war er jeweils Vize-Meister hinter Stjepan Grgac geworden. 1932 kam er bei den UCI-Straßen-Weltmeisterschaften in Rom als 13. ins Ziel. 
Ihm zu Ehren wurde das Radrennen „Drago Ivković Memorial“ begründet, das von 1969 bis 1990 stattfand. Er war bei den Olympischen Sommerspielen 1936 in Berlin Ersatzfahrer, kam aber nicht zum Einsatz. Er startete für den Verein Graničar Đurđevac.